# 名木林神社
名木林神社（なぎばやしじんじゃ）は、岐阜県安八郡安八町にある神社。
元伊勢の美濃国伊久良河宮の論社の一つであり、旧社格は郷社。別称は神明宮、藤の宮など。
一説では鎮座する安八町大森の地名の由来となった神社であり、後の名森村の村名の由来となった神社でもある。

## 沿革・概略
- 創建年代は不明。平安時代の美濃国神明帳では「正五位名木林明神」と記載されている。「名木林」は、かつては「なぎばやし」では無く「なぎはや」と呼称されていたという。
- 1872年（明治5年）、郷社となる。
- 1934年（昭和9年）8月30日、木曽川上流改修工事により境内は新たな河道となるため、旧所在地（当時の安八郡名森村大字大森字宮東）から現在地に移転する。

## 祭神
- 天照大神
- 豊受大神